# 15e Bataljon
Het 15e Bataljon ook bekend als Tjkoedapateuh en het 1e Depot Bataljon (noordelijk gedeelte) in Bandoeng, was tijdens de Japanse bezetting van Nederlands-Indië in de periode van maart 1942 tot 28 oktober 1945 een interneringskamp. Dit militair kampement werd begrensd door de Kampementstraat aan de noord-west zijde, de Noorder Kampementstraat aan de noord-oost zijde), de Van Oldenbarneveldtstraat aan de zuid-oost zijde en de Noorder Magazijnstraat aan de (zuid-west zijde. Het kamp bestond uit barakken. Het terrein was omheind met prikkeldraad en gedek. 
Het kamp heeft achtereenvolgens gefungeerd als krijgsgevangenenkamp (maart 1942 - januari 1944), als burgerkamp (januari 1944 - augustus 1945) en als opvangkamp (23 augustus 1945 tot 1946).